# Гречухин, Дмитрий Дмитриевич
Дми́трий Дми́триевич Гречу́хин (1903, с.Наволоки Владимирской губ. — 23.02.1939, Москва) — руководящий сотрудник региональных органов НКВД СССР, майор ГБ (1938). Входил в состав особой тройки ряда  УНКВД СССР. Расстрелян в 1939 году. Признан судом фальсификатором следственных дел и нарушителем законности.

## Биография
Родился в июле 1903 г. в с. Наволоки Владимирской губернии (ныне — в Ивановской области) в семье столяра..
Февраль 1919 г. — май 1920 г. — конторщик Наволоцкого районного отделения социального обеспечения.
Состоял в РКП(б) с октября 1919 г..
Май — октябрь 1920 г. — секретарь ячейки ВКП(б) Наволоцкой текстильной фабрики «Приволжская коммуна».
Октябрь 1920 г. — сентябрь 1921 г. — младший милиционер 5-го Наволоцкого района Кинешемской уездной милиции.
Сентябрь 1921 г. — январь 1922 г. — помощник уполномоченного политбюро НК Кинешемского уезда.
Февраль 1922 г. — декабрь 1925 г. — управляющий делами фабкома Наволоцкой текстильной фабрики «Приволжская коммуна». Декабрь 1925 г. — декабрь 1926 г. — председатель правления клуба Наволоцкой текстильной фабрики «Приволжская коммуна».
Декабрь 1926 г. — декабрь 1927 г. — председатель правления клуба текстильной фабрики «Полина» Кинешемского уезда.
В органах ГПУ- НКВД с 1928 г. :
январь 1928 г. — май 1929 г. — помощник уполномоченного Кинешемского уездного отделения ГПУ. Май — октябрь 1929 г. — старший уполномоченный Кинешемского окружного отделения ГПУ.
Октябрь 1929 г. — сентябрь 1930 г. — начальник ИНФВ Костромского окружного отделения ГПУ.
Сентябрь 1930 г. — 10 июля 1934 г. — помощник начальника ЭКВ ПП ОГПУ в Ивановской области. 10 июля 1934 г. — июнь 1935 г. — помощник начальника ЭКВ УГБ УНКВД Ивановской области.
Июнь 1935 г. — 25 июля 1936 г. — заместитель начальника ЭКВ УГБ УНКВД Западно-Сибирского края. 25 июля — 28 ноября 1936 г. — начальник ЭКВ УГБ УНКВД Западно-Сибирского края. 23 января — 14 июня 1937 г. — начальник 3-го отделения УГБ УНКВД Западно-Сибирского края. 14 июня — 13 сентября 1937 г. — заместитель начальника ОВ ГУГБ НКВД Сибирского ВО.
13 сентября 1937 г. — 26 февраля 1938 г. — начальник УНКВД Красноярского края. Этот период отмечен вхождением в состав особой тройки, созданной по приказу НКВД СССР от 30.07.1937 № 00447 и активным участием в сталинских репрессиях.
Ноябрь 1937 г. — избран депутатом ВС СССР от Северо-Енисейского района Красноярского края.
В январе 1938 г. принимал участие в работе 1-го созыва ВС СССР.
26 февраля — 28 мая 1938 г. — начальник УНКВД УССР Одесской области.
28 мая — 15 сентября 1938 г. — начальник ОУ НКВД Киевского военного округа.
Май — сентябрь 1938 г. — исполняющий обязанности заместителя наркома внутренних дел Украинской ССР.
26 июня 1938 года избран депутатом Верховного Совета УССР 1-го созыва по Одесской сельском избирательном округе № 117 Одесской области.
15 сентября — 3 декабря 1938 г. — начальник УНКВД Ростовской области.

## Завершающий этап
Арестован 3 декабря 1938 г. Внесён в список Л. Берии — А. Вышинского от 15 февраля 1939 года по 1-й категории. Осужден к ВМН ВКВС СССР 22 февраля 1939 г. по ст. 58-«а» («измена Родине»), 58-8 («террор»), 58-11 («участие в антисоветской заговорщической организации правых в органах НКВД») УК РСФСР. Расстрелян в ночь на 23 февраля 1939 г. в числе 54 осужденных (в том числе бывш. начальников ряда республиканских и региональных управлений НКВД (Б. Д. Берман, Д. З. Апресян, Г. М. Вяткин, И. А. Жабрев, П. П. Киселёв, А. Р. Стромин., С. Ф. Монаков., А. М. Розанов, Н. Д. Шаров, Р. А. Листенгурт, А. А. Яралянц. и др.). Место захоронения - «могила невостребованных прахов» № 1 крематория Донского кладбища. 14 марта 2013 года Военной коллегией Верховного Суда РФ ст. 58 УК РСФСР применительно к Гречухину Д, Д. посмертно переквалифицирована на ст. 193-17 («превышение служебных полномочий, злоупотребление властью при особо отягчающих обстоятельствах») УК РСФСР с сохранением прежней меры наказания.